# 盔囊頭鮋
盔囊頭鮋，為輻鰭魚綱鮋形目鮋亞目囊頭鮋科的其中一種，為深海魚類，分布於西太平洋菲律賓海域，棲息深度216公尺，棲息在底層水域，生活習性不明。

## 扩展阅读
維基物種上的相關：盔囊頭鮋